# Miocina
Una miocina o mioquina es una de varios cientos de citocinas u otras proteínas pequeñas (~5–20 kDa) y péptidos proteoglicanos que son producidos y liberados por las células musculares (miocitos) en respuesta a las contracciones musculares. Tienen efectos autocrinos, paracrinos y/o endocrinos; sus efectos sistémicos ocurren a concentraciones picomolares.
Los receptores de miocinas se encuentran en las células musculares, grasas, hepáticas, pancreáticas, óseas, cardíacas, inmunes y cerebrales. La ubicación de estos receptores refleja el hecho de que las miocinas tienen múltiples funciones. Ante todo, están involucrados en los cambios metabólicos asociados con el ejercicio, así como en los cambios metabólicos después de la adaptación al entrenamiento. También participan en la regeneración y reparación de tejidos, mantenimiento del funcionamiento corporal saludable, inmunomodulación; y señalización celular, expresión y diferenciación.

## Historia
La definición y el uso del término miocina se produjeron por primera vez en 2003. En 2008, se identificó la primera miocina, la miostatina. La citocina del receptor gp130 IL-6 (Interleucina 6) fue la primera miocina secretada en el torrente sanguíneo en respuesta a las contracciones musculares.

## Las funciones

### En contracciones musculares esqueléticas repetitivas
Existe una comprensión emergente del músculo esquelético como órgano secretor, y de las miocinas como mediadores de la aptitud física a través de la práctica de ejercicio físico regular (ejercicio aeróbico y entrenamiento de fuerza), así como una nueva conciencia de la prevención de la inflamación y, por lo tanto, de la prevención de enfermedades mediante el ejercicio. Los diferentes tipos de fibras musculares (fibras musculares de contracción lenta, fibras musculares oxidativas, fibras musculares de contracción intermedia y fibras musculares de contracción rápida) liberan diferentes grupos de mioquinas durante la contracción. Esto implica que la variación de los tipos de ejercicio, particularmente el entrenamiento aeróbico/entrenamiento de resistencia y la contracción muscular contra la resistencia (entrenamiento de fuerza) pueden ofrecer diferentes beneficios inducidos por la miocina.
Algunas miocinas ejercen sus efectos dentro del músculo mismo. Por lo tanto, la miostatina, LIF, IL-6 e IL-7 están involucradas en la hipertrofia muscular y miogénesis, mientras que BDNF e IL-6 están involucradas en la oxidación de grasas mediada por AMPK. La IL-6 también parece tener efectos sistémicos en el hígado, el tejido adiposo y el sistema inmunitario, y media la diafonía entre las células L intestinales y los islotes pancreáticos. Otras mioquinas incluyen los factores osteogénicos IGF-1 y FGF-2; FSTL-1, que mejora la función endotelial del sistema vascular; y la miocina irisina dependiente de PGC-1 alfa, que impulsa el desarrollo similar a la grasa marrón. Los estudios realizados en los últimos años sugieren la existencia de factores aún no identificados, secretados por las células musculares, que pueden influir en el crecimiento de las células cancerosas y la función del páncreas. Muchas proteínas producidas por el músculo esquelético dependen de la contracción; por lo tanto, la inactividad física probablemente conduce a una respuesta alterada de la mioquina, que podría proporcionar un mecanismo potencial para la asociación entre el comportamiento sedentario y muchas enfermedades crónicas.

### En las funciones cerebrales relacionadas con la neuroplasticidad, la memoria, el sueño y el estado de ánimo
El ejercicio físico desencadena rápidamente cambios sustanciales a nivel organismal, incluida la secreción de mioquinas y metabolitos por las células musculares. Por ejemplo, el ejercicio aeróbico en humanos conduce a alteraciones estructurales significativas en el cerebro, mientras que el rodar ruedas en roedores promueve la neurogénesis y mejora la transmisión sináptica, en particular en el hipocampo. Además, el ejercicio físico desencadena modificaciones de histonas y síntesis de proteínas que finalmente influyen positivamente en el estado de ánimo y las capacidades cognitivas. En particular, el ejercicio regular se asocia de alguna manera con una mejor calidad del sueño, que podría estar mediada por el secretoma muscular.

### En la regulación de la arquitectura del corazón
El músculo cardíaco está sujeto a dos tipos de estrés: estrés fisiológico, es decir, ejercicio; y estrés patológico, es decir, relacionado con la enfermedad. Del mismo modo, el corazón tiene dos posibles respuestas a cualquiera de los dos tipos de estrés: hipertrofia cardíaca, que es un crecimiento normal, fisiológico y adaptativo; o remodelación cardíaca, que es un crecimiento anormal, patológico y desadaptativo. Al ser sometido a cualquiera de los dos tipos de estrés, el corazón "elige" activar una de las respuestas y desactivar la otra. Si ha elegido el camino anormal, es decir, la remodelación, el ejercicio puede revertir esta elección al desactivar la remodelación y activar la hipertrofia. El mecanismo para revertir esta elección es el microARN miR-222 en las células musculares cardíacas, que regula el ejercicio a través de mioquinas desconocidas. miR-222 reprime genes implicados en la fibrosis y el control del ciclo celular.

### En inmunomodulación
La inmunomodulación y la inmunorregulación fueron un enfoque particular de la investigación temprana de la mioquina, ya que, según la Dra. Bente Klarlund Pedersen y sus colegas, "las interacciones entre el ejercicio y el sistema inmune proporcionaron una oportunidad única para evaluar el papel de los mecanismos endocrinos y de citocinas subyacentes".
En 1976, Pelletier demostraron que en el ratón enano, un modelo en el que la función pituitaria es anormal, los niveles de péptido tímico circulante sufren una disminución prematura.  Los resultados de estudios pioneros como estos llevaron a la hipótesis de que el desarrollo normal del sistema inmunológico depende de factores producidos por el eje hipotalámico-pituitario.  Se demostró que varias hormonas hipofisarias (p. Ej., Prolactina, hormona del crecimiento y ACTH) pueden actuar como factores inmunomoduladores.
El descubrimiento de las citocinas (glicoproteínas con masas moleculares de 15.000 a 30.000 Da) y sus funciones inmunorreguladoras fueron seguidas de estudios que demostraron que estaban implicadas en una compleja red de comunicación entre el sistema neuroendocrino y el inmunitario.  De hecho, parecía que las citocinas también pueden modular la secreción del eje hipopituitario-hipotálamo y que un importante neuroendocrino-inmunológico. En un intento por comprender los mecanismos subyacentes a los cambios inducidos por el ejercicio en la distribución y concentraciones de las subpoblaciones de linfocitos, nuestro laboratorio y  otros se centraron en las citocinas y sus posibles funciones como vínculo entre las contracciones musculares y los cambios inmunitarios celulares.
Nuestra investigación fue impulsada originalmente por la curiosidad de saber si las citocinas inducidas por el ejercicio proporcionarían una explicación mecanicista a los cambios inmunológicos inducidos por el ejercicio.  Sin embargo, la identificación del músculo esquelético como un órgano productor de citocinas pronto condujo al descubrimiento de que las citocinas derivadas de los músculos no solo podrían explicar los cambios inmunitarios asociados con el ejercicio, sino también que estas citocinas derivadas de los músculos desempeñaban un papel en la mediación de las reacciones asociadas al ejercicio, cambios metabólicos, así como los cambios metabólicos posteriores a la adaptación al entrenamiento.
El músculo tiene un impacto en el tráfico y la inflamación de linfocitos y neutrófilos. Durante el ejercicio, tanto los neutrófilos como las células NK y otros linfocitos ingresan a la sangre. El ejercicio de larga duración y alta intensidad conduce a una disminución en el número de linfocitos, mientras que la concentración de neutrófilos aumenta a través de mecanismos que incluyen adrenalina y cortisol. Se ha demostrado que la interleucina-6 media el aumento de cortisol: la IL-6 estimula la producción de cortisol y por lo tanto induce leucocitosis y linfocitopenia.

## Miocinas específicas

### Miostatina
Tanto el ejercicio aeróbico como el entrenamiento de fuerza (ejercicio de resistencia) atenúan la expresión de miostatina y la inactivación de miostatina potencia los efectos beneficiosos del ejercicio de resistencia en el metabolismo.

### Interleucinas
El ejercicio aeróbico provoca una respuesta sistémica a las citocinas, que incluye, por ejemplo, IL-6, antagonista del receptor de IL-1 (IL-1.ª), IL-10 (Interleucina 10) e sTNF-R y las concentraciones de quimiocinas, IL-8, proteína inflamatoria de macrófagos α (MIP-1α), MIP-1β y MCP-1 se elevan después de un ejercicio intenso. La IL-6 se descubrió por casualidad como una mioquina debido a la observación de que aumentó de manera exponencial proporcional a la duración del ejercicio y la cantidad de masa muscular involucrada en el ejercicio. Este aumento es seguido por la aparición de IL-1.ª y la citocina antiinflamatoria IL-10. En general, la respuesta de las citocinas al ejercicio y la sepsis difiere con respecto al TNF-α. Por lo tanto, la respuesta de las citocinas al ejercicio no está precedida por un aumento de plasma-TNF-α. Después del ejercicio, la concentración basal de IL-6 en plasma puede aumentar hasta 100 veces, pero los aumentos menos dramáticos son más frecuentes. El aumento inducido por el ejercicio de la IL-6 en plasma se produce de manera exponencial y el nivel máximo de IL-6 se alcanza al final del ejercicio o poco después. Es la combinación de modo, intensidad y duración del ejercicio lo que determina la magnitud del aumento inducido por el ejercicio de la IL-6 plasmática.
La IL-6 se había clasificado previamente como una citocina proinflamatoria. Por lo tanto, primero se pensó que la respuesta de IL-6 inducida por el ejercicio estaba relacionada con el daño muscular. Sin embargo, se ha hecho evidente que el ejercicio excéntrico no está asociado con un aumento mayor en la IL-6 plasmática que el ejercicio que involucra contracciones musculares concéntricas "no dañinas". Este hallazgo demuestra claramente que el daño muscular no es necesario para provocar un aumento en la IL-6 plasmática durante el ejercicio. De hecho, el ejercicio excéntrico puede provocar un pico retrasado y una disminución mucho más lenta de la IL-6 en plasma durante la recuperación.

La IL-6, entre un número creciente de otras miocinas recientemente identificadas, sigue siendo un tema importante de la investigación de miocinas. Aparece en el tejido muscular y en la circulación durante el ejercicio a niveles hasta cien veces las tasas basales, como se señaló, y se considera que tiene un impacto beneficioso sobre la salud y el funcionamiento corporal en la mayoría de las circunstancias.  
Aparece sistemáticamente en la literatura que la IL-6, producida localmente por diferentes tipos de células, tiene un impacto positivo en la capacidad proliferativa de las células madre musculares. Este mecanismo fisiológico funciona para proporcionar suficientes progenitores musculares en situaciones que requieren una gran cantidad de estas células, como durante los procesos de regeneración muscular y crecimiento hipertrófico después de un estímulo agudo. IL-6 es también el miembro fundador de la familia de las citoquinas producidas por músculo mioquina. De hecho, la IL-6 producida por músculos después de repetidas contracciones también tiene importantes beneficios autocrinos y paracrinos, actuando como una miocina, en la regulación del metabolismo energético, controlando, por ejemplo, las funciones metabólicas y estimulando la producción de glucosa. Es importante tener en cuenta que estos efectos positivos de la IL-6 y otras mioquinas se asocian normalmente con su producción transitoria y su acción a corto plazo.

### Interleucina 15
La Interleucina-15 estimula la oxidación de grasas, la absorción de glucosa, la biogénesis mitocondrial y la miogénesis en el músculo esquelético y el tejido adiposo. En humanos, las concentraciones basales de IL-15 y su receptor alfa (IL-15Rα) en sangre se han asociado inversamente con la inactividad física y la masa grasa, particularmente la masa grasa del tronco. Además, en respuesta a una sola sesión de ejercicio de resistencia, el complejo IL-15 / IL-15Rα se ha relacionado con la síntesis de proteínas miofibrilares (hipertrofia).

### Factor neurotrófico derivado del cerebro
El factor neurotrófico derivado del cerebro (BDNF, del inglés brain-derived neurotrophic factor) también es una mioquina, aunque el BDNF producido por la contracción muscular no se libera a la circulación. Más bien, el BDNF producido en el músculo esquelético parece mejorar la oxidación de la grasa. La activación del músculo esquelético a través del ejercicio también contribuye a un aumento en la secreción de BDNF en el cerebro. Se ha observado un efecto beneficioso de BDNF en la función neuronal en múltiples estudios.
Las neurotrofinas son una familia de factores de crecimiento estructuralmente relacionados, incluido el BDNF, que ejercen muchos de sus efectos sobre las neuronas principalmente a través de las tirosina quinasas del receptor Trk. Sin embargo, estudios recientes muestran que el BDNF también se expresa en tejidos no neurogénicos, incluido el músculo esquelético. Se ha demostrado que BDNF regula el desarrollo neuronal y modula la plasticidad sináptica. El BDNF juega un papel clave en la regulación de la supervivencia, el crecimiento y el mantenimiento de las neuronas, e influye en el aprendizaje y la memoria. Sin embargo, también se lo ha identificado como un componente clave de la vía hipotalámica que controla la masa corporal y la homeostasis energética.
Las muestras de hipocampo de donantes de la enfermedad de Alzheimer muestran una disminución de la expresión de BDNF y así como bajos niveles plasmáticos de BDNF. Además, los pacientes con depresión mayor tienen niveles más bajos de BDNF en suero. Otros estudios sugieren que el BDNF en plasma es un biomarcador de la memoria deteriorada y la función cognitiva general en mujeres de edad avanzada, y recientemente se demostró que un nivel bajo de BDNF circulante es un biomarcador de riesgo de mortalidad independiente y robusto en las mujeres de edad avanzada. Los bajos niveles de BDNF circulante también se encuentran en individuos obesos y en aquellos con diabetes tipo 2. Además, hemos demostrado que hay un gasto cerebral de BDNF y que esto se inhibe durante las condiciones de pinzamiento hiperglucémico en humanos. Este último hallazgo puede explicar el hallazgo concomitante de niveles circulantes bajos de BDNF en individuos con diabetes tipo 2, y la asociación entre el BDNF bajo en plasma y la gravedad de la resistencia a la insulina.
Los estudios han demostrado que el ejercicio físico puede aumentar los niveles circulantes de BDNF en humanos. En humanos, se observó una liberación de BDNF desde el cerebro en reposo y aumentó de 2 a 3 veces durante el ejercicio. Tanto en reposo como durante el ejercicio, el cerebro contribuyó con el 70–80% del BDNF circulante, mientras que esta contribución disminuyó después de 1 h de recuperación. En ratones, el ejercicio indujo un aumento de 3 a 5 veces en la expresión de ARNm de BDNF en el hipocampo y la corteza, alcanzando un máximo 2 h después de la finalización del ejercicio. Estos resultados sugieren que el cerebro es un contribuyente importante pero no el único contribuyente al BDNF circulante. Además, la importancia de la corteza y el hipocampo como fuentes de BDNF se vuelven aún más prominente en la respuesta al ejercicio.
Con respecto a los estudios de ejercicio y función cerebral, se ha demostrado que el volumen del hipocampo anterior aumentó en un 2% en respuesta al entrenamiento aeróbico en un ensayo controlado aleatorio con 120 adultos mayores. Además:  
1. El entrenamiento aeróbico aumenta el volumen de materia gris y blanca en la corteza prefrontal de los adultos mayores y aumenta el funcionamiento de los nodos clave en la red de control ejecutivo.
2. Se han asociado mayores cantidades de actividad física con la conservación de las regiones cerebrales prefrontales y temporales durante un período de 9 años, lo que reduce el riesgo de deterioro cognitivo.
3. Los volúmenes del hipocampo y el lóbulo temporal medial son mayores en los adultos mayores de mayor ajuste (se ha demostrado que los volúmenes más grandes del hipocampo median mejoras en la memoria espacial).
4. El entrenamiento físico aumenta el volumen sanguíneo cerebral y la perfusión del hipocampo.[25]

También se demostró que el aumento del volumen del hipocampo se asocia con mayores niveles séricos de BDNF, un mediador de la neurogénesis en la circunvolución dentada. El volumen del hipocampo disminuyó en el grupo de control, pero una mayor forma física previa a la intervención atenuó parcialmente la disminución, lo que sugiere que la forma física protege contra la pérdida de volumen. Los volúmenes del núcleo caudado y el tálamo no se vieron afectados por la intervención. Estos hallazgos indican que el entrenamiento con ejercicios aeróbicos es efectivo para revertir la pérdida de volumen del hipocampo al final de la edad adulta, lo que se acompaña de una función de memoria mejorada.

### Decorina
La decorina es un ejemplo de un proteoglicano que funciona como mioquina. Se ha establecido que esta mioquina se secreta durante la contracción muscular contra la resistencia y juega un papel en el crecimiento muscular.  
La decorina proteoglicana rica en leucina ha sido descrita como una miocina por algún tiempo. Se ha informado que la decorina se expresa y libera de manera diferencial en respuesta a la contracción muscular. La decorina se libera al contraer miotubos humanos, y los niveles circulantes de decorina aumentan en respuesta al ejercicio de resistencia aguda en humanos. Además, la expresión de decorina en el músculo esquelético aumenta en humanos después del entrenamiento crónico. La sobreexpresión in vivo de decorina en el músculo esquelético murino promovió la expresión del factor pro-miogénico fuerte, que está regulado negativamente por la miostatina. También se encontró MYOD1 y follistatina que aumentar en respuesta a la sobreexpresión de decorina. Además, las ubiquitinas ligasas específicas de los músculos atrogin1 y MuRF1, que están involucradas en las vías atróficas, se redujeron por la sobreexpresión de la decorina. La decorina secretada por los miotubos en respuesta al ejercicio está involucrada en la regulación de la hipertrofia muscular y, por lo tanto, podría desempeñar un papel en los procesos de reestructuración del músculo esquelético relacionados con el ejercicio".

### Irisina

#### Descubrimiento
Irisina es una versión escindida de FNDC5, nombrada así en honor a la diosa mensajera griega Iris. La FNDC5 fue descubierto inicialmente en 2002 por dos grupos independientes de investigadores.

#### Función
Se cree que la irisina (proteína 5 que contiene el dominio de fibronectina tipo III o FNDC5), una hormona mioquina recientemente descrita producida y secretada por el ejercicio agudo de los músculos esqueléticos, se une a las células blancas del tejido adiposo a través de receptores indeterminados. Se ha informado que la Irisina promueve un fenotipo similar al tejido adiposo marrón sobre el tejido adiposo blanco al aumentar la densidad mitocondrial celular y la expresión de la proteína 1 desacoplante, aumentando así el gasto de energía del tejido adiposo a través de la termogénesis. Esto se considera importante porque el exceso de tejido adiposo visceral en particular distorsiona la homeostasis energética del cuerpo entero, aumenta el riesgo de enfermedad cardiovascular y aumenta la exposición a un medio de hormonas secretadas por tejido adiposo (adipocinas) que promueven la inflamación y el envejecimiento celular. La irisina puede tener un papel en la modulación no solo del equilibrio energético sino también del proceso de envejecimiento.

Sin embargo, la irisina exógena puede ayudar a aumentar el gasto de energía y, por lo tanto, a reducir la obesidad:
"Dado que la conservación de calorías probablemente proporcionaría una ventaja de supervivencia general para los mamíferos, parece paradójico que el ejercicio estimule la secreción de una hormona polipeptídica que aumenta la termogénesis y el gasto de energía". 
Una explicación para el aumento de la expresión de irisina con el ejercicio puede haber evolucionado como consecuencia de la contracción muscular durante los temblores. La secreción muscular de una hormona que activa la termogénesis adiposa durante este proceso podría proporcionar una defensa más amplia y robusta contra la hipotermia. El potencial terapéutico de la irisina es obvio. La irisina administrada de manera exógena induce el ennegrecimiento de la grasa subcutánea y la termogénesis, y presumiblemente podría prepararse y administrarse como un polipéptido inyectable. Se ha demostrado que el aumento de la formación de grasa marrón o beige / brita tiene efectos antiobesidad, antidiabéticos en múltiples modelos murinos, y los humanos adultos tienen depósitos significativos de grasa marrón positiva para UCP1. Queda por determinar si los tratamientos más largos con irisina y/o dosis más altas causarían una mayor pérdida de peso.
Mientras que los hallazgos murinos parece alentador, otros investigadores han cuestionado si la irisina funciona de manera similar en humanos. Por ejemplo, se observaron que más de 1,000 genes están regulados por el ejercicio y examinaron cómo la expresión de FNDC5 se vio afectada por el ejercicio en ~ 200 humanos. Se descubrió que solo se regulaba positivamente en humanos ancianos altamente activos.

### Osteonectina (SPARC)
Una novedosa osteonectina miocina, o SPARC (proteína secretada ácida y rica en cisteína), desempeña un papel vital en la mineralización ósea, las interacciones de la matriz celular y la unión del colágeno. La osteonectina inhibe la tumorigénesis en ratones. La osteonectina se puede clasificar como una mioquina, ya que se descubrió que incluso un solo ejercicio aumentó su expresión y secreción en el músculo esquelético tanto en ratones como en humanos.